# Rammelsbergsgruvan, gamla staden i Goslar och Oberharz vattenregale

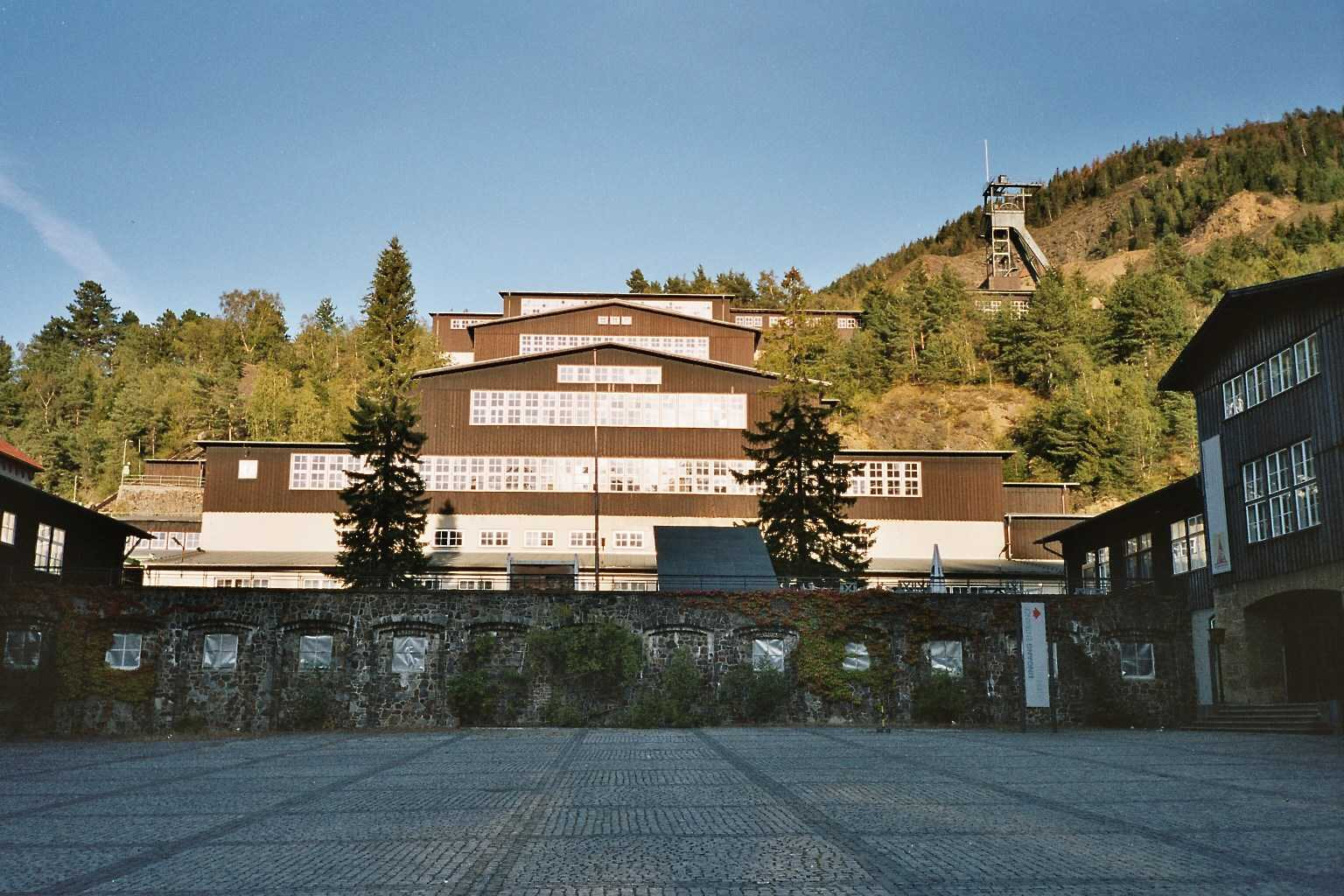
Museet vid Rammelsbergsgruvan

Rammelsbergsgruvan och gamla staden i Goslar är ett världsarv i Tyskland. Det består av:
- Rammelsbergsgruvan
- Gamla staden i Goslar med 
  - Imperiepalatset (Kaiserpfalz)
  - Palantinska kapellet av Sankt Ulrik
  - Frankenberger Kirche
  - Förrummet till det som tidigare var Domkyrkan Sct: Simon och Judas
  - Marknadsplatsfontänen (omkring år 1200)
  - Frankenbergs gruvarbetarbosättning (omkring år 1500)
  - Flera hus som tillhört gruvägarfamiljer från 1300-talet fram till 1500-talet.
  - Gruvarbetarnas sjukhus (1537)
- Oberharz vattenregale